# Camiguin (illes Babuyan)
Camiguin és una illa del grup de les illes Babuyan, a l'estret de Luzón, al nord de l'illa de Luzón, a les Filipines. L'illa té una superfície d'aproximadament 166 km² i està administrada pel municipi de Calayan. Està dividida en tres barangays, Balatubat, Naguilian i Minabel. L'any 2007 tenien un total de 4.582 habitants.
Té una longitud de 29 km i una amplada de 18 km. El litoral de l'illa es caracteritza per badies petites i profundes. L'illa presenta un paisatge muntanyós, amb turons que s'eleven al centre de l'illa fins als 828 msnm. Al sud de l'illa hi ha el volcà actiu Camiguin de Babuyanes, de 712 metres d'alçada.

## Flora i fauna
La vegetació està formada per una selva tropical de terra baixa a l'interior de l'illa, mentre que els vessants del Camiguin de Babuyanes estan coberts per un paisatge de sabana herbosa densa. Les zones agrícoles d'ús intensiu es concentren al nord i l'oest de l'illa. Abunden arbres dels gèneres Pandanus, Caryota i Pinanga.
L'any 2004 es van registrar 71 espècies d'ocells a l'illa. D'aquestes espècies, 7 són endèmiques de les Filipines i dues d'elles d'aquesta illa, una espècie de serp (Lycodon bibonius), i una de rèptil, Varanus marmoratus. Hi ha almenys una espècie de mamífer salvatge, el Paradoxurus hermaphroditus. Les balenes geperudes freqüenten els voltants de l'illa.